# Teletruk

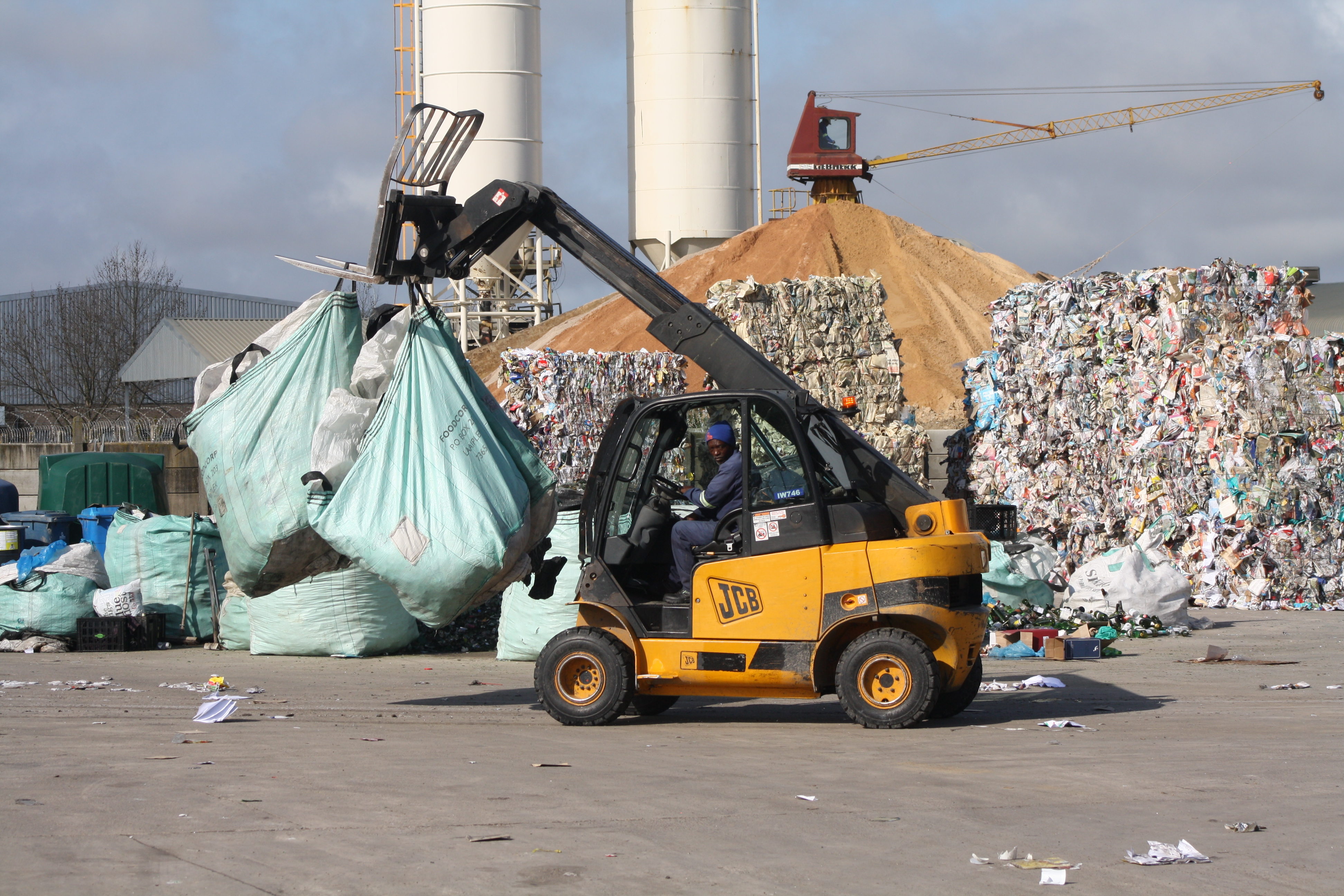
Teletruk 35D

Der Teletruk ist ein Teleskoplader des britischen Baumaschinenherstellers JCB mit dem Fahrwerk ähnlich einem Gabelstapler und hat daher auch ähnlich hohe Wendigkeit und geringe Abmessungen. Wie bei Teleskopladern üblich lassen sich am Teleskophubarm verschiedene Anbaugeräte anbringen, wie zum Beispiel Ladeschaufel oder Gabel.

## Entwicklungsgeschichte
Das JCB-Konzept des Teleskop-Hubarms an einem Gegengewicht-Industriestapler wurde erstmals 1997 vorgestellt. 2001 wurden die ersten Modelle mit Vierrad-Antrieb eingeführt. Bis 2010 hat das Unternehmen insgesamt 7.500 Teletruks verkauft.

## Verwendung
Teletruks eignen sich durch ihre geringen Abmessungen und ihre hohe Wendigkeit überall dort, wo auch Gabelstapler als Flurförderzeuge zum Einsatz kommen würden. Eine große Zahl an Anbaugeräten, die sich über einen Schnellwechsler montieren lassen, macht die Maschinen universell einsetzbar. Sie werden sowohl innerhalb von Gebäuden, zum Beispiel in Gießereien, als auch auf kleineren Baustellen, in Recycling-Unternehmen, Häfen und im Garten- und Landschaftsbau eingesetzt.

## Baureihen
- TLT25D.
- TLT27D.
- TLT30D.
- TLT35D.